# 普里維季夫
50°2′38″N 27°47′27″E / 50.04389°N 27.79083°E
普里維季夫（烏克蘭語：Привітів）是烏克蘭北部的村莊，隸屬日托米爾州的日托米爾區。該村始建於1555年，面積18.54平方公里，海拔高度251米，2001年人口1,118，人口密度每平方公里60.29人。